# Hatebreed (musikalbum)
Hatebreed är det amerikanska hardcorepunkbandet Hatebreeds femte studioalbum, utgivet i september 2009 på E1 Music i USA och på Century Media Records i Tyskland och Japan. Det släpptes cirka fem månader efter bandets föregående skiva, coveralbumet For the Lions.
Albumet nådde plats 37 på Billboard-listan.
Musikvideor spelades in till "In Ashes They Shall Reap" och "Everyone Bleeds Now".

## Låtlista
1. "Become the Fuse" – 2:27
2. "Not My Master" – 3:14
3. "Between Hell and a Heartbeat" – 2:54
4. "In Ashes They Shall Reap" – 3:21
5. "Hands of a Dying Man" – 2:48
6. "Everyone Bleeds Now" – 2:56
7. "No Halos for the Heartless" – 2:57
8. "Through the Thorns" – 3:24
9. "Every Lasting Scar" – 3:14
10. "As Damaged as Me" – 2:21
11. "Words Become Untruth" – 2:33
12. "Undiminished" (instrumental) – 4:19
13. "Merciless Tide" – 2:41
14. "Pollution of the Soul" – 2:45

Bonusspår på den amerikanska utgåvan
1. "Escape" (Metallica-cover, New Diehard Edit) – 4:01

Bonusspår på den japanska utgåvan
1. "Lay It All to Waste" – 2:19

Bonusspår på Wal-Mart-utgåvan
1. "Escape" (Metallica-cover, New Diehard Edit) – 4:01
2. "Lay It All to Waste" – 2:19
3. "Preservation of Belief" – 2:20

Bonusspår på iTunes-utgåvan
1. "Kill an Addict" (2010 re-recording) – 1:02
2. "Filth" (2010 re-recording) – 1:40

Bonusspår på Best Buy-utgåvan
1. "To the Threshold" (live) – 2:32
2. "As Diehard as They Come" (live) – 2:17

## Medverkande

### Musiker
- Jamey Jasta – sång
- Wayne Lozinak – leadgitarr
- Frank Novinec – rytmgitarr
- Chris Beattie – basgitarr
- Matt Byrne – trummor